# Ansiktet (musikgrupp)
Ansiktet är en svensk R&B-duo. Debutsingeln heter "X" (2011) och fick uppmärksamhet för sin video där bl.a. Christian Walz, Salem Al Fakir, Eric Gadd, Peter Jöback, Mange Schmidt och Musse Hasselvall medverkar. 
Sitt breda genombrott fick de med "Äckligt" som blev etta på Sverigetopplistan 3 februari 2012.
I april 2017 släppte Ansiktet singeln "En annan väg hem" från albumet Tusen nålar som släpptes månaden därpå.

## Medlemmar
Bandet består av:
- Erik  Nordström (född i Uppsala) är en del av duon Lilla Sällskapet, ett projekt inspirerat av 80-talets New wave-musik med Erik som sångare och Mats Norman som producent. Kända sånger av Lilla Sällskapet är "Genova" och "Morgonen Efter".
- Herbert "Afasi" Munkhammar (född i Uppsala 1985) utgjorde 2002 till 2008 under artistnamnet "Afasi" ena halvan av duon Afasi & Filthy med honom som rappare och Magnus Lidehäll (känd som Filthy) som producent. De släppte flera album och singlar och fick en stor hit med singeln "1990 Nånting" tillsammans med Snook. Munkhammar blev senare en del av musikgruppen Maskinen.

## Diskografi

### Singlar
- "X" (2011)
- "Äckligt" (2012)
- "För stor" (2012)
- "Låtsas som inget hänt" (2013)
- "Fyra våningar upp" (2014)
- "Slow Motion" (2016)
- "Tombola" (2017)
- "En annan väg hem" (2017)

### Album
- #DENNYARNBMANNEN (2013)
- Tusen nålar (2017)